# Galerie Condorcet
La  Galerie Condorcet est une galerie du Centre-ville de Reims qui succède à une gare routière et à un garage.

## Présentation
Ce passage relie sur une longueur d'environ 60 mètres la Rue Condorcet  à la Rue de Vesle par deux Branches.

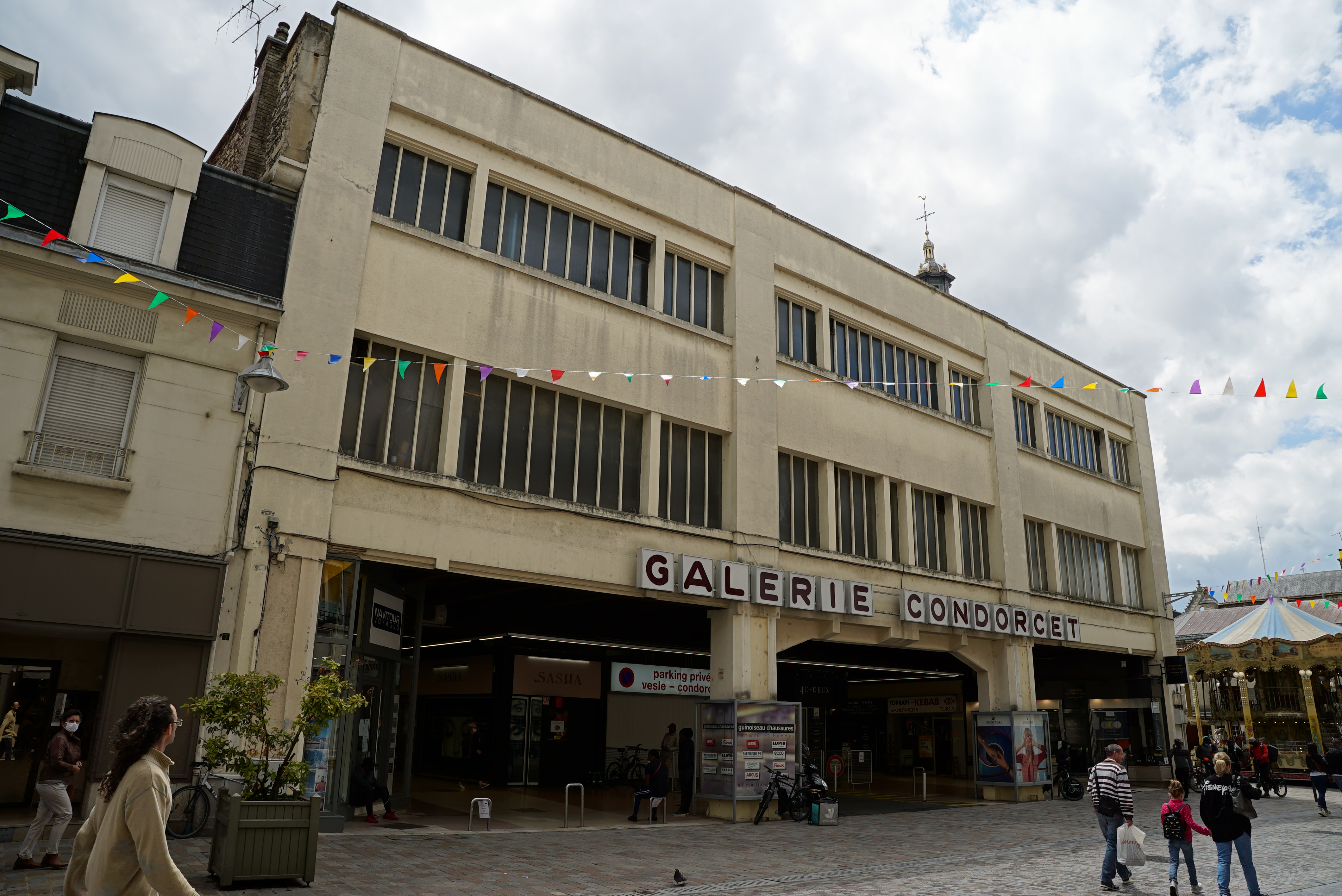
Entrée Coté Rue Condorcet
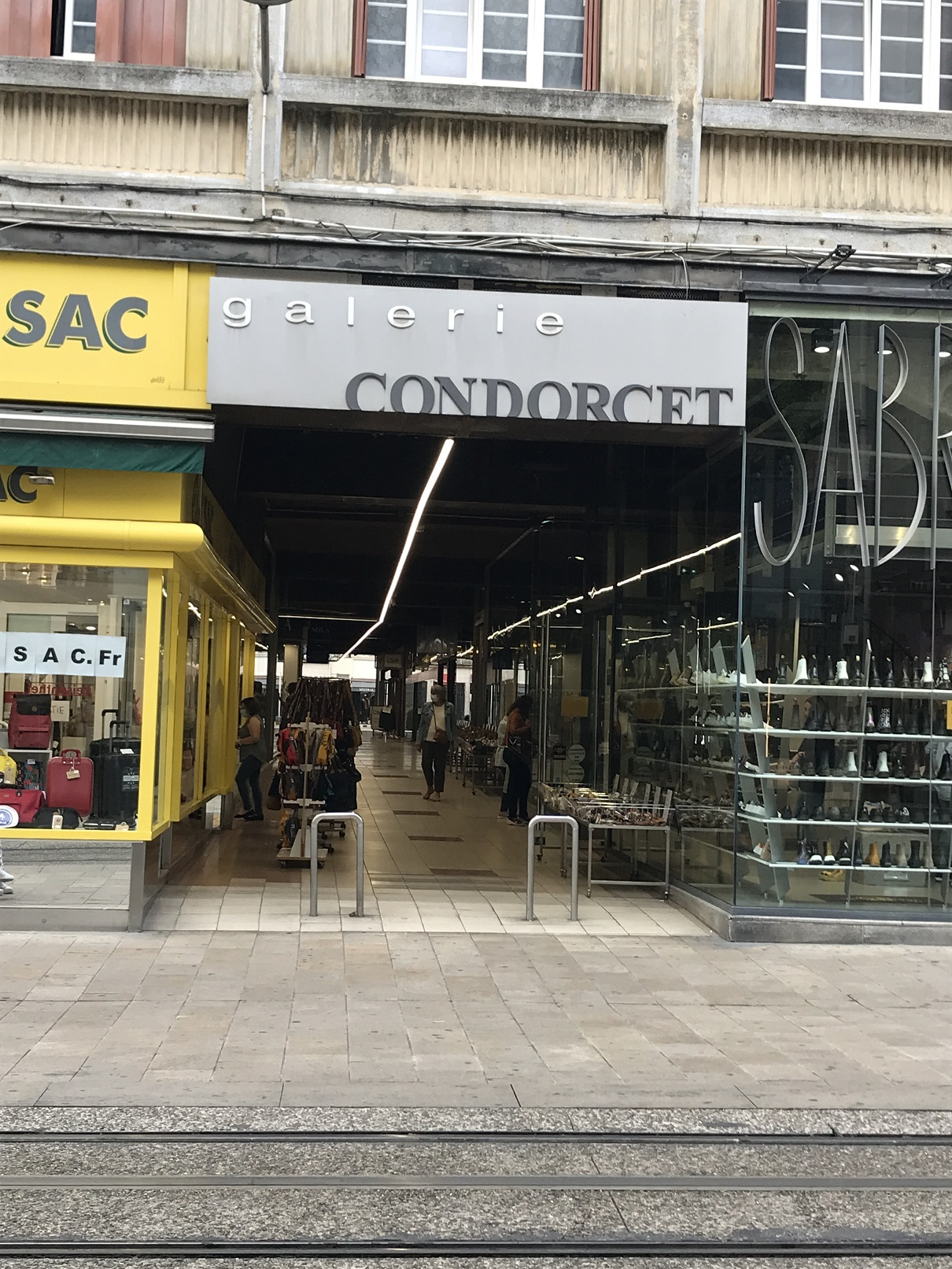
Entrée Coté Rue de Vesle

## Origine du nom
Galerie privée, créée en 1971.

## Histoire
Après 1920, dans le cadre de la reconstruction après la Grande Guerre, une  gare routière, de l'architecte Maurice-Jacques Ravazé, est créée à cet emplacement. Les Rapides de Champagne (des cars de marque Citroën) assuraient un service régulier vers l’extérieur de la ville. 
Puis il devint une concession Citroën en avril 1927. 
La concession citroën (Garages Ardon) déménage à la Haubette dans les années 1970. À cette époque, le bâtiment était surmonté d’une tour munie d’horloges qui a disparu.  Sur la carte postale, les chevrons caractéristiques de la marque citroën sont visibles.
La concession est remplacée, en 1971, par la galerie commerciale actuelle au rez-de-chaussée.

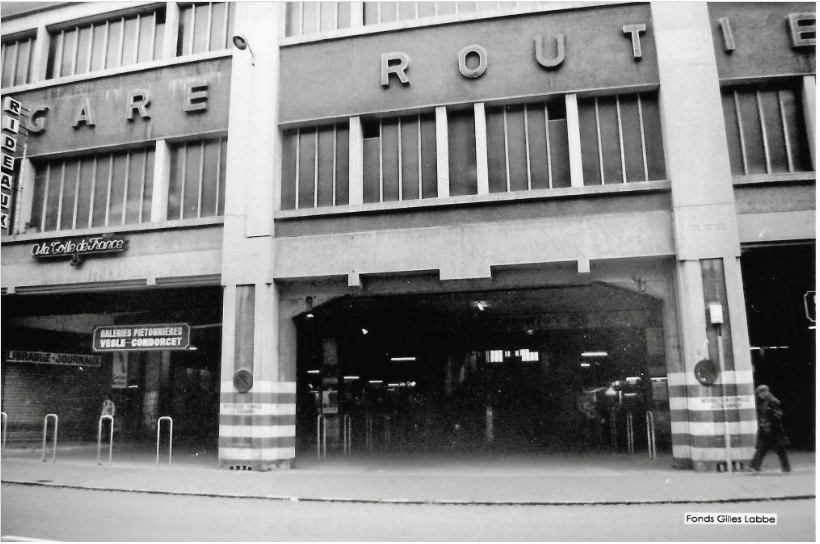
gare routière
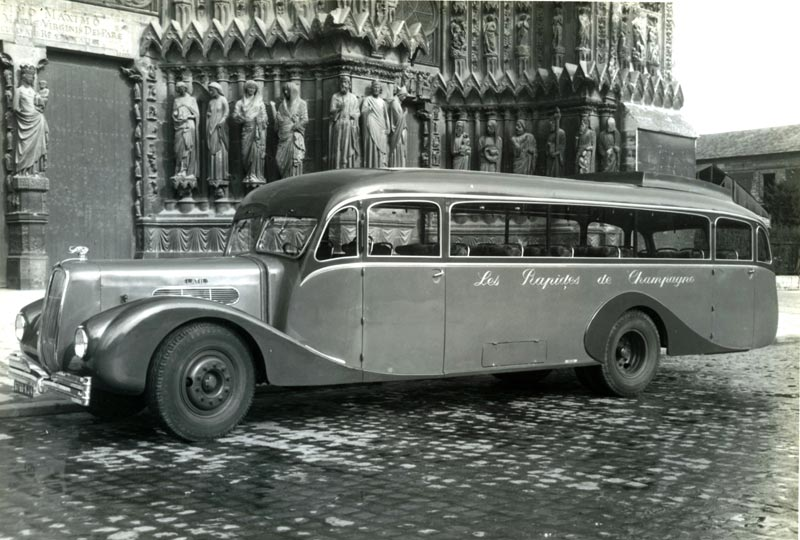
Les rapides de Champagne
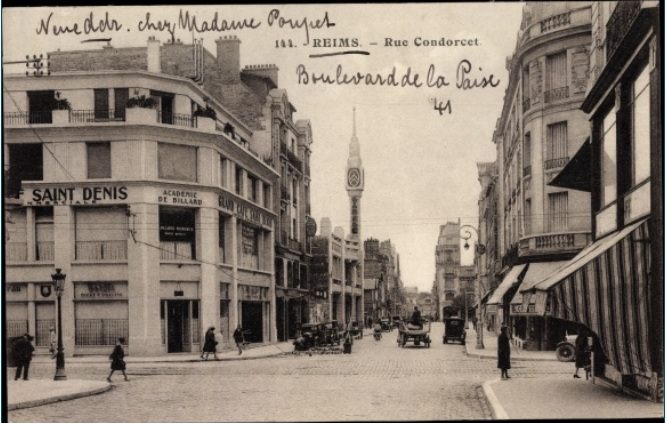
Vue de la tour sur le garage citroën